# Lijst van rijksmonumenten in Leende
De plaats Leende telt 9 inschrijvingen in het rijksmonumentenregister. Hieronder een overzicht.
| Object                                             | Oorspronkelijke functie? | Bouwjaar                    | Architect | Locatie                    | Coördinaten?                  | Nr.?   | Afbeelding             |
| -------------------------------------------------- | ------------------------ | --------------------------- | --------- | -------------------------- | ----------------------------- | ------ | ---------------------- |
| Sint-Petrus'-Bandenkerk                            | Kerk en kerkonderdeel    | ca. 1400 (koor)             |           | Dorpstraat 50              | 51° 20' 59" NB, 5° 33' 9" OL  | 23986  | Meer afbeeldingen      |
| Huis 'De vier linden'                              | Woonhuis                 |                             |           | Dorpstraat 99              | 51° 20' 49" NB, 5° 33' 7" OL  | 23987  | Huis 'De vier linden'  |
| Woonhuis met brouwerij                             | Bedrijfs-,fabriekswoning | 1815                        |           | Oostrikkerdijk 1           | 51° 21' 10" NB, 5° 33' 34" OL | 23988  | Woonhuis met brouwerij |
| Voormalig Gildehuis van St.Barbara en St.Catharina | Boerderij                | 1682                        |           | Oostrikkerstraat 26        | 51° 21' 9" NB, 5° 33' 31" OL  | 23989  | Meer afbeeldingen      |
| Terrein waarin overblijfselen van een kerk         | Archeologisch monument   | waarschijnlijk middeleeuwen |           |                            | 51° 20' 4" NB, 5° 31' 59" OL  | 45699  | Meer afbeeldingen      |
| Terrein waarin een grafheuvel                      | Archeologisch monument   | waarschijnlijk bronstijd    |           |                            | 51° 17' 49" NB, 5° 30' 59" OL | 45700  | Upload foto            |
| R.K. pastorie                                      | Kerkelijke dienstwoning  | ca. 1860                    |           | Dorpstraat 48              | 51° 20' 59" NB, 5° 33' 8" OL  | 522682 | Meer afbeeldingen      |
| Dienstgebouw                                       | Dienstwoning             | 1932-1933                   |           | Valkenswaardseweg 35 (bij) | 51° 20' 56" NB, 5° 30' 52" OL | 522683 | Meer afbeeldingen      |
| Valkenhorst                                        | Woonhuis                 | 1930-1931                   |           | Valkenswaardseweg bij 48   | 51° 21' 10" NB, 5° 30' 5" OL  | 522685 | Upload foto            |